# パン・シヒョク
パン・シヒョク（房時爀、韓: 방시혁、Bang Sihyuk、1972年8月9日 - ）は、韓国の音楽プロデューサー、作曲家、作詞家、実業家。総合エンターテインメント企業HYBE（旧：Big Hit Entertainment）の創業者で元CEOである。芸名は"hitman" bang（ヒットマン・パン）。愛称はパンPD。171cm、O型。本貫は南陽房氏。
防弾少年団（BTS）の生みの親として知られており、god、Wonder Girls、2AM、TEEN TOP、BTS、GFRIEND、TOMORROW X TOGETHERなど、数々のアーティストのプロデュースを手掛けている。
韓国最大のモバイルゲーム会社ネットマーブルの取締役会長であるパン・ジュンヒョクは従兄に当たる。

## 来歴
1972年8月9日、ソウル労働庁長と勤労福祉公団理事長を務めていた父親バン・グギュン（房極允）の長男として、ソウル特別市で生まれた。
小学生時代に楽譜を書いて音楽を始めた。中学1年生の時にクラシックギターを与えられ、やがてバンドを結成して、自分で作詞作曲した曲をタプコル公園で演奏した。
1989年京畿高等学校へ入学。
1991年京畿高等学校を卒業し、ソウル大学校（国立難関大学であり、日本でいう東京大学）の美術学科へ入学。本格的な音楽活動を始めた。
1995年、男性デュオ「チェック（체크）」の「人魚物語（인어 이야기）」で作曲家としてデビューし、同年開催された第6回ユ・ジェハ音楽コンクール（제6회 유재하 음악경연대회）で銅賞を受賞した。ソウル大学校の美術学科を次席で卒業。
1990年代半ばに、歌手で音楽プロデューサーのパク・ジニョンと出会い、しばしば楽曲制作のデュオを組んだ。
1996年、パク・ジニョンがJYPエンターテインメントを設立し、そこへ自身も作曲家、編曲者、プロデューサーとして入所。
1999年1月13日にデビューしたK-POPの第一世代である5人組男性アイドルグループ『god』のプロデュースで成功を収めた。godのデビューアルバム『Chapter 1』の制作では、楽器や音楽のアレンジを担当し、パク・ジニョンがプロデューサー兼メインソングライターを務めた。他にも、godの楽曲「One Candle」や「Road」などをアレンジ。godのアメリカでの成功により、パク・ジニョンと共に「ヒットメーカー」と評されるようになり、ニックネームの「hitman（ヒットマン）」が誕生した。

### 2000年代
2003年頃、韓国内で大好評だったwonder girlsでエンターテイメントの本場である米国へ進出するべくキャンピングカーでパク・ジニョンと米国内をどさ回りと洗濯係を担当しながら、アメリカンドリームを掴むべく、彼と男2人一間の部屋で過ごしていたが、まったく現地の人々にK-POPがなかなか受けず、1曲たりとも売れずで次第に金銭や生活等で大変な苦労を重ねていた時、パク・ジニョンがいつも靴下を裏返しで洗濯を出すので、パン・シヒョクが「兄さん、靴下を裏返さないでとあれほど言ったのに！」と声を荒げて大喧嘩になったことがある。「バン・シヒョクが家出したけど、行くところがなくて近所を一周して戻ってきた」とパク・ジニョンがMBC「ラジオスター」で述べている。。
2005年、JYPエンターテインメントから独立し、自身の音楽プロダクションBig Hit Entertainmentを設立。社名は自らのニックネーム「Hitman」からつけられた。JYPとは緊密な交流が続き、JYPの研修生をBig Hitに送りマネジメントやプロモーションを請け負うなど、協力的な管理体制が続いた。
2006年3月、イム・ジョンヒの2ndアルバム『Thanks』をプロデュース。

### 2010年代
2010年9月、自身初のヒップホップグループとなる「防弾少年団」のメンバーを募るため「ヒップホップオーディション HIT IT」を開催。
2011年4月27日、母校のソウル大学校で「メディア情報文化フォーラムシリーズ」の講演者として招かれ、「オーディション番組の興行」についての講義を行った。
2013年6月、プロデュースを手掛けた7人組男性ヒップホップアイドル「防弾少年団（BTS）」がデビュー。
2014年、男女3人組ユニット8eight（エイト）のシングル「Let's Not Go Crazy」をプロデュース。
2016年に発売したBTSのアルバム『WINGS』では、6曲を共同作曲。本アルバムの成功により、第18回Mnet Asian Music Awardsでベスト・プロデューサー賞を、第8回Melon Music Awardsでソングライター賞を受賞した。
2017年12月5日、防弾少年団を世界的なグループに育て上げ、韓流拡散に貢献した功績が認められ、大韓民国コンテンツ大賞で海外進出功労文化交流貢献部門の大統領表彰を受けた。
2018年5月21日、アメリカの雑誌ビルボードが発表した「インターナショナルパワープレーヤーズ」73人のうち、音楽制作（Recording）部門のパワープレイヤーに選ばれた。ビルボードは「パン・シヒョク代表がプロデュースしたグループ防弾少年団の『Love Yourself: Her』アルバムが世界中で160万枚以上売れ、韓国グループ初めてビルボード200のTOP10入りを果たし、アルバムのタイトル曲『DNA』がDigital Song Sales 37位にランクインした」と紹介した。
2018年6月、アメリカの雑誌バラエティが発表した「インターナショナル・ミュージック・リーダーズ」の1人に選ばれた。
2019年2月26日、第73回前期ソウル大学校の学位授与式に出席し、卒業式の祝辞を担当した。「自分で定義したものではなく、他人が作り上げた目標や夢を無闇に追いかけないでほしい。常識に基づいた夢を育て、それを追いかけて社会に貢献してほしい」と述べた。
2019年4月、アメリカの情報サイトブルームバーグによって、資産価値が約7億7000万ドルであると見積もられた。
2019年、アメリカの雑誌ビルボードが発表した「インターナショナルパワープレーヤーズ」およびアメリカの雑誌バラエティが発表した「インターナショナル・ミュージック・リーダーズ」に、再度選ばれている。
2019年、アメリカレコーディングアカデミー会員に選定。グラミーアワード投票権を得る。
2020年代
2020年10月に申請されたBig Hit Entertainmentの株式公開では、純資産が28億ドルまで上昇しており、韓国で過去3年間に見られた最大規模の資産増加を見せた。これによって、韓国長者番付にて6位を獲得し、韓国のエンターテインメント業界唯一の億万長者となった。同年、バラエティが世界のメディア業界で最も影響力のあるビジネスリーダー500人を発表する「バラエティ500」に選出した。
同時期に、Big Hit Entertainmentの本格的な事業拡大を開始。
2019年7月29日、SOURCE MUSICや2020年5月25日、PLEDISエンターテインメントを始めとする多企業の買収や、Weverseの開発などのプラットフォームビジネスによる多角化へ乗り出した。
2020年1月23日、ビルボードの公式HPで世界音楽産業においてもっとも影響力のある人物を分野別に「韓国でビジネスを爆発的に多角化した」と評価し「Billboard Power 100」のマネジメント部門に選出。
2020年10月15日、Big Hit Entertainmentを韓国取引所（KOSDAQ）に上場し、株価の大幅上昇を受け時価総額が11兆ウォン（約１兆円）に膨らんだ。新規株式公開（ＩＰＯ）価格の13万5000ウォンに対し、初値は27万ウォン。その後は、この初値比30％高の値幅制限上限に達した。これを受け、パン・シヒョクの資産は38億ドルに増え、韓国有数の富豪となった。パン・シヒョクはBTSのメンバー７人と株式を分け合い、８月にメンバー１人につき６万8385株を付与している。
2021年3月19日、YouTubeで配信されたBig Hit Labelsの新ブランド発表会にて、事業拡大のため社名を「HYBE」に変更することを発表。
2021年3月31日、更なる事業拡大を狙い、Big Hit Entertainmentの社名を「HYBE」へと変更。同時に、「Big Hit」のアイデンティティーを残す形で、子会社「BIGHIT MUSIC」を設立した。
2021年7月1日にHYBEの代表取締役を辞職し、同社理事会議長役として音楽プロデューサーに専念。このため、マスコミなどではパン・シヒョク議長という敬称で登場する。現在、HYBEの代表取締役はパク・チウォン（朴智援）である。
2021年7月1日、HYBEの最高経営責任者を退任し、取締役会長に就任することを発表した。
2022年02月02日、個人のInstagramアカウントを開設した。これと共に「With my bro scooterbraun #LA（僕の兄弟、スクーター・ブラウンと一緒に）」という書き込みとともに写真を投稿した。
2022年03月30日、LE SSERAFIM（ル セラフィム）のデビューアルバム総括プロデュースを担当。
2022年03月15日、中央日報が母校であるソウル大学が大衆文化分野で初めて名誉博士号を授与した報道。
2022年夏、「HYBE LABELS JAPANグローバルデビュープロジェクト」のオーディション番組「&AUDITION - The Howling -」でスペシャル・アドバイザーとして参加し、&TEAMが誕生。
2022年12月9日、パン・シヒョクとSEVENTEENは米国・ロサンゼルスのハンマーミュージアム（The Hammer Museum）で開催された「LA3C」フェスティバルで、Building K-ulture Bridges: Culture Ambassador Award（文化広報大使賞）を受賞。
2023年02月03日、米国・ロサンゼルスで開かれた「ビルボードパワー100 (Billboard Power 100)」でHYBE AMERICA CEOのスクーター・ブロウンと共に18位に選出された。この為、グラミー賞で5度受賞した米国の超大物音楽プロデューサーのクライヴ・デイヴィスにちなんで作られた音楽産業の成長と革新に寄与した功労者に与える賞である特別賞「クライヴ・デイヴィス・ビジョナリー賞 (Clive Davis Visionary Award)」を受賞獲得した為、授賞式に招待された。
2023年2月09日、米国本社「HYBE AMERICA」を経由で買収額約3億ドル（円換算で約400億円）を使い、米国ヒップホップレーベル「QC Media Holdings」を買収契約締結したこと発表するため、QC Media Holdings側のピエール ’P’ トーマスCEOとケビン ’コーチK’ リーCOOと共に記者会見に出席。
2023年02月10日、パン・シヒョクがイ・スマンSMエンターテインメント元総括プロデューサーと手を取り、SMエンターテインメントの持分を買収した理由を共同声明で明らかにした。
2023年3月15日、マスコミの質疑応答でBTSの軍入隊後の計画について、BTSのメンバーがHYBEとの契約は未更新であることを明かし、契約満了まで「まだ時間がある」と付け加えた。「我々は契約満了までに（契約更新をメンバーと）話し合い、話し合いが終わった後にお話しするのが筋だと思っています」と説明。
2023年8月29日、米国カリフォルニアのサンタモニカでユニバーサル・ミュージック・グループのゲフィン・レコードとタッグを組んだ「The Debut: Dream Academy」という世界最大級の多国籍ガールズオーディション番組の記者会見に登場。
2023年10月16日には、米国・ブルームバーグ主催の会議「ブルームバーグ・スクリーンタイム」に出席し、BTSと2度目の契約が成立したことで、2025年に“花様年華”10周年アルバムを推進すると明らかにした。
2023年11月1日放送のバラエティ番組『ユ・クイズ ON THE BLOCK』にて、BTSのメンバー全員と２回目の再契約をした件に触れ、「（メンバーたちが再契約の意思を明らかにした後）２０年間マネジメントをして以来、最も幸せだった」と述べた。
1日、HYBE傘下のBELIFT LABが、正式にHYBEのパン・シヒョク議長がプロデューサーとして全面的にサポートで2024年3月25日に1stミニアルバムデビューすることを決定したと発表。

## 制作
| 年   | アルバム                          | アーティスト        | 備考                                |
| ---- | --------------------------------- | ------------------- | ----------------------------------- |
| 2007 | The Wonder Years                  | Wonder Girls        |                                     |
| 2009 | 1st Mini Album                    | Taegoon             |                                     |
| 2010 | Saint o'Clock                     | 2AM                 |                                     |
| 2011 | You Are the Best of My Life       | イ・ヒョン          |                                     |
| 2011 | Homme                             | HOMME               |                                     |
| 2011 | Tonight                           | イ・スンギ          |                                     |
| 2011 | Roman                             | TEEN TOP            | パク・チャンヒョンウと共同制作      |
| 2012 | The Healing Echo                  | イ・ヒョン          |                                     |
| 2013 | 2 COOL 4 SKOOL                    | 防弾少年団（BTS）   | Pdoggと共同制作                     |
| 2013 | O!RUL8,2?                         | 防弾少年団（BTS）   | Pdoggと共同制作                     |
| 2014 | Skool Luv Affair                  | 防弾少年団（BTS）   |                                     |
| 2014 | Skool Luv Affair SPECIAL ADDITION | 防弾少年団（BTS）   |                                     |
| 2014 | NO MORE DREAM -Japanese Ver.-     | 防弾少年団（BTS）   |                                     |
| 2014 | Boy In Luv -Japanese Ver.-        | 防弾少年団（BTS）   |                                     |
| 2014 | DARK&WILD                         | 防弾少年団（BTS）   |                                     |
| 2014 | Danger -Japanese Ver.-            | 防弾少年団（BTS）   |                                     |
| 2014 | WAKE UP                           | 防弾少年団（BTS）   |                                     |
| 2015 | 花様年華 pt.1                     | 防弾少年団（BTS）   |                                     |
| 2015 | FOR YOU                           | 防弾少年団（BTS）   |                                     |
| 2015 | 花様年華 pt.2                     | 防弾少年団（BTS）   |                                     |
| 2015 | I NEED U -Japanese Ver.-          | 防弾少年団（BTS）   |                                     |
| 2015 | RUN -Japanese Ver.-               | 防弾少年団（BTS）   |                                     |
| 2016 | 花様年華 Young Forever            | 防弾少年団（BTS）   |                                     |
| 2016 | YOUTH                             | 防弾少年団（BTS）   |                                     |
| 2016 | WINGS                             | 防弾少年団（BTS）   |                                     |
| 2017 | YOU NEVER WALK ALONE              | 防弾少年団（BTS）   |                                     |
| 2017 | LOVE YOURSELF 承 'Her'            | 防弾少年団（BTS）   |                                     |
| 2018 | LOVE YOURSELF 轉 'Tear'           | 防弾少年団（BTS）   |                                     |
| 2018 | LOVE YOURSELF 結 'Answer'         | 防弾少年団（BTS）   |                                     |
| 2018 | ANGEL                             | IZ                  | Supreme Boi、キム・ドフンと共同制作 |
| 2019 | THE DREAM CHAPTER: STAR           | TOMORROW X TOGETHER |                                     |
| 2019 | MAP OF THE SOUL: PERSONA          | 防弾少年団（BTS）   |                                     |
| 2019 | BTS WORLD OST                     | 防弾少年団（BTS）   |                                     |
| 2019 | THE DREAM CHAPTER: MAGIC          | TOMORROW X TOGETHER |                                     |
| 2020 | 回: LABYRINTH                     | GFRIEND             |                                     |
| 2020 | MAP OF THE SOUL: 7                | 防弾少年団（BTS）   |                                     |
| 2020 | THE DREAM CHAPTER: ETERNITY       | TOMORROW X TOGETHER |                                     |
| 2020 | 回: Song of the Sirens            | GFRIEND             |                                     |
| 2020 | MAP OF THE SOUL: 7〜THE JOURNEY〜 | 防弾少年団（BTS）   |                                     |
| 2020 | Minisode1: Blue Hour              | TOMORROW X TOGETHER |                                     |
| 2020 | 回: Walpurgis Night               | GFRIEND             |                                     |
| 2020 | BORDER: DAY ONE                   | ENHYPEN             |                                     |
| 2021 | BORDER: CARNIVAL                  | ENHYPEN             |                                     |
| 2021 | Your Choice                       | SEVENTEEN           |                                     |

## 受賞歴
| 年   | 授賞式                                  | 部門                                                   | 出典   |
| ---- | --------------------------------------- | ------------------------------------------------------ | ------ |
| 2009 | 第1回Melon Music Awards                 | ソングライター賞                                       | [ 28 ] |
| 2010 | Mnet 20's Choice Awards                 | 20年代の最も影響力のあるスター賞                       | [ 29 ] |
| 2011 | 韓国音楽著作権協会                      | ベスト・作詞家（バラード）                             |        |
| 2011 | 韓国音楽著作権協会                      | ベスト・ソングライター（バラード）                     |        |
| 2011 | 韓国音楽著作権協会                      | 傑作賞                                                 | [ 30 ] |
| 2016 | 第1回Asia Artist Awards                 | ベストプロデューサー賞                                 | [ 31 ] |
| 2016 | 第8回Melon Music Awards                 | ソングライター賞                                       | [ 32 ] |
| 2016 | 第18回Mnet Asian Music Awards           | 特別賞 - ベスト・エグゼクティブプロデューサー          | [ 33 ] |
| 2017 | 第31回ゴールデンディスク賞              | ベスト・プロデューサー                                 | [ 34 ] |
| 2017 | 第6回ガオンチャートミュージックアワード | プロデューサー・オブ・ザ・イヤー                       | [ 35 ] |
| 2017 | 韓国コンテンツ賞                        | 大統領表彰                                             | [ 36 ] |
| 2018 | ソウル歌謡大賞                          | プロデューサー賞                                       | [ 37 ] |
| 2018 | Genie Music Awards                      | プロデューサー賞                                       | [ 38 ] |
| 2018 | 第20回Mnet Asian Music Awards           | プロデューサー・オブ・ザ・イヤー                       | [ 39 ] |
| 2018 | EDAILY CULTURE AWARDS                   | フロンティア賞                                         | [ 40 ] |
| 2020 | PONY CHUNG INNOVATION AWARDS            | イノベーション賞                                       | [ 41 ] |
| 2020 | 第22回Mnet Asian Music Awards           | ベスト・エグゼクティブプロデューサー・オブ・ザ・イヤー | [ 42 ] |